# Sjemoné Esré

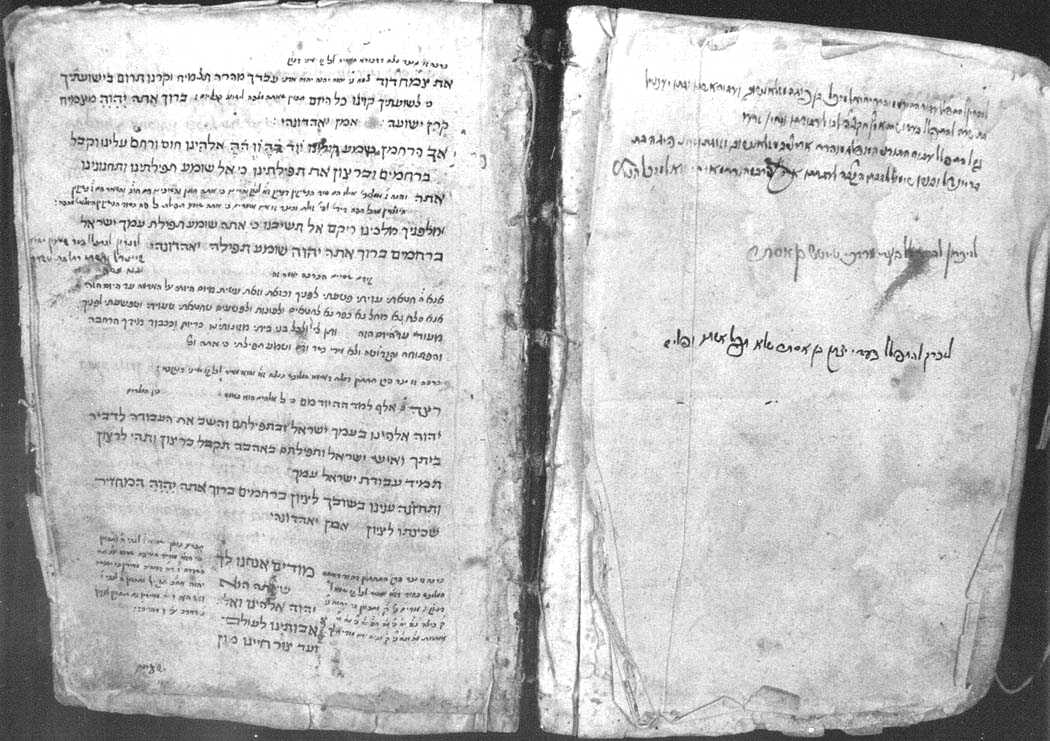
Het gebedsboek (Sidoer) van Baal Shem Tov. met de namen van zijn leerlingen in de kantlijn geschreven met als doel hen te herdenken in zijn gebeden. Het boek ligt open bij het Sjemone Esree

De Sjemoné Esré of Sjemonee esree (Hebreeuws: שמנה עשרה, wat betekent achttien) is het joods stiltegebed. Het wordt ook het Staande Gebed (Amidah) genoemd.
Het gebed bestaat uit negentien (oorspronkelijk achttien) berachot (zegeningen) en wordt drie keer per dag (tijdens het ochtendgebed, middaggebed en avondgebed) staande met de voeten tegen elkaar en fluisterend zacht gezegd, met het gezicht gericht naar Jeruzalem, indien mogelijk met een voldoende aantal mannen aanwezig (minjan genoemd). Het vereist veel concentratie om het volledige gebed in zichzelf op te zeggen.
Op sjabbat en bijzondere joodse feestdagen bestaat het gebed uit zeven berachot: de eerste drie en laatste drie van het reguliere gebed, en een bijzondere die alle tussenliggende zegeningen vervangt.
Bij sjachariet, moesaf en mincha herhaalt de chazan de Sjemoné Esré hardop nadat de gemeente klaar is; dit kan alleen in aanwezigheid van een minjan.
In de herhaling zit een speciaal deel, Kedoesja (Heiliging), waarin twee verzen waarmee de engelen God prezen worden gezegd. Dit wordt deels responsief gelezen: de chazan leest een zin, en de gemeente leest de volgende zin.
Iedere beracha eindigt met Baroech atta Hasjem (Gezegend bent U, Hasjem), waarop men antwoordt: Baroech hoe oewaroech sjemo (Gezegend is Hij en gezegend is Zijn Naam), dan enkele woorden die de voorgaande beracha samenvatten, waarna de gemeente omein zegt.

## Symboliek
Het getal 18 is als titel van het gebed gehandhaafd, hoewel het gebed later werd uitgebreid naar 19 delen. Het getal 18 heeft veel symbolische betekenissen:
- Het Hebreeuwse getal 18 betekent ook leven
- In psalm 29 komt de naam van God achttien keer voor
- Het gebed houdt de persoon die het uitspreekt overeind (het wordt staand uitgesproken), met zijn 18 belangrijke wervels van de wervelkolom.
- De namen van de aartsvaders Abraham, Isaäc en Jacob komen achttien maal voor in de Tenach.

Volgens een orthodoxe visie is de 19e spreuk toegevoegd toen Sjimon Hapakoeli de achttien spreuken op volgorde zette. Rabban Gamliël was daarbij evenals een aantal wijzen. Rabban Gamliël vroeg de wijzen of iemand ook een zegenspreuk tegen lasteraars kon opstellen. Sjemoeël de Kleine stond op en gaf deze 19e spreuk, die sindsdien in de Sjemonee esree is opgenomen.

## Inhoud

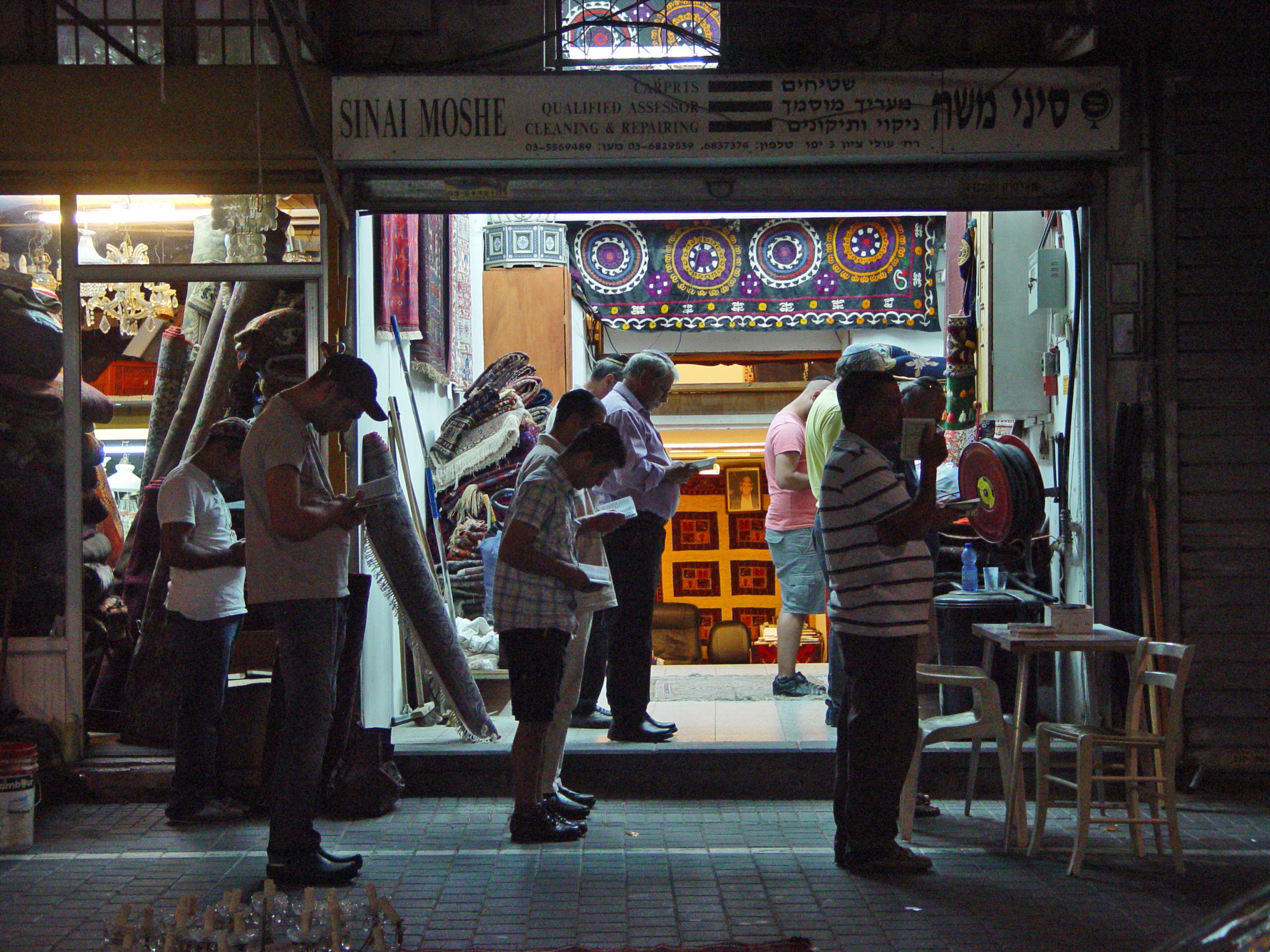
Tien Joodse mannen bidden in Jaffa, voor een winkel.

De inhoud van het gebed is zodanig dat de persoon eerst God lofprijst, en pas daarna vraagt om wat hijzelf nodig heeft.
De eerste drie delen van het gebed zijn dus lofprijzingen voor de God van de aartsvaders, de God die laat sterven en weer tot leven brengt en de heiliging van Gods naam. In de liberale versie wordt ook God als de God van de aartsmoeders geprezen.
De laatste drie delen bevatten een bede voor de herbouw van de Joodse tempel. In de liberale versie komt de herbouw echter niet voor.
De eerste helft van de tussenliggende dertien bedes zijn persoonsgebonden gebeden: om wijsheid en inzicht, terugkeer tot God, vergeving van zonden, verlossing uit nood, genezing van zieken, steun bij levensonderhoud. In de tweede helft van deze dertien gaat het om beden gericht op de Joodse gemeenschap in het algemeen: verlossing van ballingen, herstel van gerechtigheid, uitbanning van kwaadwilligen en een bede voor alle rechtschapenen, een bede voor de herbouw van Jeruzalem en de komst van de Messias en een bede met het verzoek tot het verhoren van het gebed.
De tussenliggende 13 worden op sjabbat en feestdagen vervangen door een andere toepasselijke bede.